# Ei van de Orde van Sint George

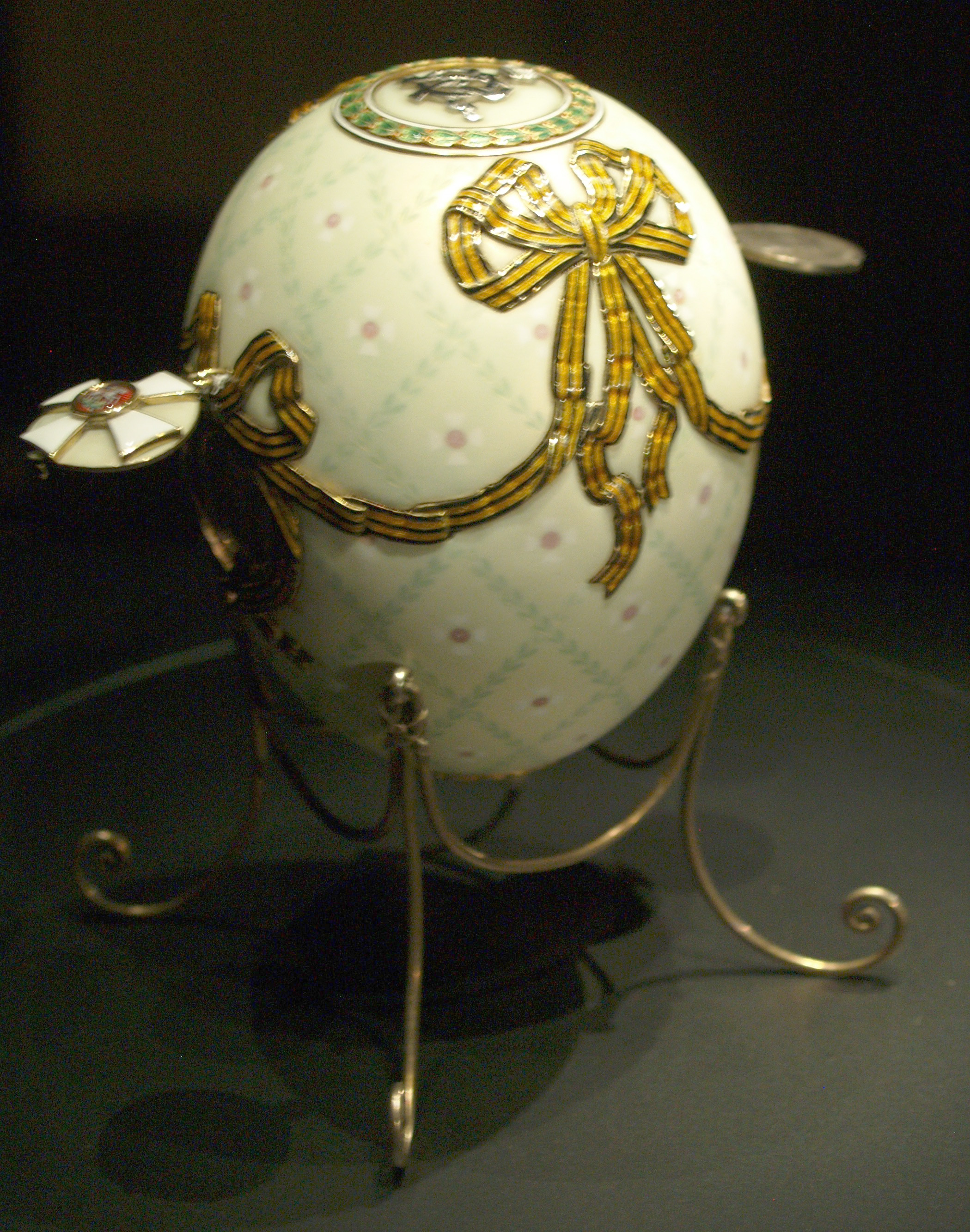
Ei van de Orde van Sint George

Het Ei van de Orde van Sint George (Russisch: Орден Святого Георгия) was een geschenk van tsaar Nicholaas II aan zijn moeder Maria Feodorovna. Hij schonk haar het Paasei in 1916 ter herdenking van de Orde van Sint-George, een militaire onderscheiding die hij en zijn zoon Aleksej Nikolajevitsj hadden ontvangen. Het ei is gemaakt door Peter Carl Fabergé.